# Хенри, Фредерик Фанстон
Фредерик Фанстон Хенри (23 сентября 1919, Vian, Оклахома — 1 сентября 1950, Андон) — офицер армии США, удостоился посмертно высочайшей американской военной награды — медали Почёта за свои действия во время второй битвы за реку Нактонган в ходе Корейской войны.

## Биография
Хенри вступил в ряды армии США из г. Клинтон, штат Оклахома в сентябре 1940 года, за неделю до своего 21-летия. К 1 сентября 1950 года он служил первым лейтенантом роты F 38-го пехотного полка. В это день близ Андон (Корея) превосходящий по численности противник атаковал его взвод. Несмотря на серьёзное ранение Хенри приказал своим людям отступать а сам остался прикрывать их отход. Он в одиночку сдерживал противника у побережья пока не погиб. За свои действия он был пять месяцев спустя 16 февраля 1951 года. посмертно награждён медалью Почёта.

## Наградная запись к медали Почёта
Первый лейтенант Хенри отличился, благодаря выдающейся храбрости и отваге при выполнении и перевыполнении долга службы в бою. Его взвод удерживал стратегически важный хребет близ города и попал под атаку превосходящего по численности противника при поддержке огня их тяжёлых миномётов и артиллерии. Заметив что его взвод дезорганизован из-за этого фанатического нападения он оставил своё укрытие и двигаясь вдоль линии приказывал своим людям оставаться на месте и продолжать огонь Воодушевлённый его героическим примером взвод сформировал оборонительную линию и обрушил разрушительный огонь, задержав его наступление. Вражеский огонь разрушил все линии связи, и первый лейтенант Хенри не знал в курсе ли солдаты на главной линии обороны об этой мощной атаке. Несмотря на серьёзное ранение, он по собственной инициативе он решил удерживать позицию как можно долго и приказал эвакуировать раненых, их оружие и боезапас принести к нему. Организовав одиночную оборонительную позицию, он приказал взводу отступать и несмотря на ранение с полном пренебрежением к собственной судьбе остался прикрывать их отход. Когда его видели в последний раз, он вёл огонь из всего оставшегося у него оружия настолько эффективно, что уничтожил 50 солдат противника. Вскоре он исчерпал боезапас, противник захватил его позицию, но своими храбрыми действиями он спас взвод и задержал вражеское продвижение пока на главной линии обороны не подготовились, чтобы отразить атаку. Выдающаяся храбрость и доблестное самопожертвование первого лейтенанта Хенри при выполнении и перевыполнении долга службы принесли ему высочайшую честь и поддержали уважаемые традиции армии США.
1st Lt. Henry, Company F, distinguished himself by conspicuous gallantry and intrepidity above and beyond the call of duty in action. His platoon was holding a strategic ridge near the town when they were attacked by a superior enemy force, supported by heavy mortar and artillery fire. Seeing his platoon disorganized by this fanatical assault, he left his foxhole and moving along the line ordered his men to stay in place and keep firing. Encouraged by this heroic action the platoon reformed a defensive line and rained devastating fire on the enemy, checking its advance. Enemy fire had knocked out all communications and 1st Lt. Henry was unable to determine whether or not the main line of resistance was alerted to this heavy attack. On his own initiative, although severely wounded, he decided to hold his position as long as possible and ordered the wounded evacuated and their weapons and ammunition brought to him. Establishing a l-man defensive position, he ordered the platoon's withdrawal and despite his wound and with complete disregard for himself remained behind to cover the movement. When last seen he was single-handedly firing all available weapons so effectively that he caused an estimated 50 enemy casualties. His ammunition was soon expended and his position overrun, but this intrepid action saved the platoon and halted the enemy's advance until the main line of resistance was prepared to throw back the attack. 1st Lt. Henry's outstanding gallantry and noble self-sacrifice above and beyond the call of duty reflect the highest honor on him and are in keeping with the esteemed traditions of the U.S. Army.

## Память
В мае 1960 года учреждение армии США в Тэгу, южная Корея было названо в честь Хенри — Кэмп-Хенри.
20 октября 2004 года большая толпа явилась в Annabelle Farmer Park в пригороде Виана, чтобы выразить уважение к Хенри, пропавшему без вести герою родного города.
По словам мэра Виана Кеннета Джонсона, на церемонии в парке Аннабель Фармер присутствовало около ста человек. Многие из них были горожанами, пришедшими чтобы почтить память местного жителя, память о героизме которого уже давно отсутствует в истории их города; некоторые были государственными, военными и местными чиновниками, которые считали своим долгом почтить память лейтенанта армии, которого в последний раз видели защищающим свой взвод от быстро приближающейся волны северокорейских войск. Более дюжины отправились в город округа Секвойя в качестве представителей родственника, погибшего на войне, чья доброта пережила жизни товарищей, которых он защитил. История Хенри стала вехой. По словам бывшего мэра Виана Роберта Морриса, на церемонии был открыт памятник, посвященный Хенри и его службе в армии.